# Basílica del Senyor de Monserrate
La Basílica Santuari del Señor Caído de Monserrate és una basílica menor de culte catòlic romà que es troba al cim del turó de Monserrate, a l'orient de Bogotà, Colòmbia, a 3.152 metres d'alçada. Està consagrat sota l'advocació del Senyor Caigut de Monserrate. La basílica és un santuari de peregrinació que forma part de l'Arxidiòcesi de Bogotà.
El santuari acull, des de 1640, una rèplica de la Verge de Montserrat, igual que la del Monestir de Montserrat, flanquejada per la bandera colombiana i, originalment, també per la senyera catalana. La figura original va desaparèixer el 1950 i va ser reposada per una donació del Monestir de Montserrat el 1996.

## Història
La construcció de la primera ermita va ser autoritzada per Juan de Borja en 1640 al batxiller don Pedro Solís, el qual la va finalitzar en 1657, inicialment sota l'advocació de la Mare de Déu de Montserrat que molt aviat fou reemplaçada per la imatge del "Sant Crist Caigut als assots i clavat en la creu", obra del mestre Pedro de Lugo Albarracín tallada en fusta i amb algunes peces de plom i plata. L'esmentada construcció tenia una capella i un convent annex on van habitar els Monjos "Recoletos" de Sant Agustí fins al 1685, quan van ser reemplaçats pel Gabinet de Madrid, per pares Candelaris.
El creixent nombre de feligresos i els danys ocorreguts en la construcció original a causa del terratrèmol del 1917, van obligar a construir una nova església al cim del turó, la qual va ser dissenyada per l'arquitecte Arturo Jaramillo Concha amb un estil arquitectònic neogòtic. La nova església es va construir gràcies a l'ajuda dels pelegrins, que pujaven al turó a visitar el Señor Caído de Monserrate carregant almenys un maó i va ser acabada el 1925.
Durant la celebració del quart centenari de la ciutat el 1938, l'església va ser il·luminada indirectament durant la nit. El 1952 es construeix l'altar elaborat a Florència, Itàlia, i el 12 de maig de 1955 l'església es consagra a la Passió de Nostre Senyor en cerimònia especial presidida per monsenyor Emilio de Brigard.

## Accés al santuari
La basílica és oberta de dilluns a diumenge de 8:30 a 17:00 (els diumenges des de les 6:00) i els dies festius de 8:00 a 17:00. De dilluns a divendres es resa el Sant Rosari a les 12:30 i els dissabtes a les 7:45 i a les 11.
Es pot accedir a la basílica a peu, en funicular o telefèric. A peu a través d'un sender de 2,5 quilòmetres que compta amb dos miradors. El funicular fou construït entre 1926 i 1929 per la companyia suïssa Lowis von Roll i inaugurat oficialment el 18 d'agost de 1929. Té una longitud lineal de 800 metres, assoleix una velocitat de 3.2 metres per segon, amb una capacitat màxima de 80 persones. El telefèric va ser inaugurat el 27 de setembre de 1955, i utilitza un sistema bicable i dues cabines amb capacitat màxima de 40 persones.